# Hypocolius gris
Hypocolius ampelinus
Famille
Genre
Espèce
Statut de conservation UICN

 LC  : Préoccupation mineure
L'Hypocolius gris (Hypocolius ampelinus) est une espèce d'oiseaux de l'ordre des Passeriformes, l'unique représentante de la famille des Hypocoliidae (ou Hypocoliidés) et du genre Hypocolius.

## Nourriture

Ils fréquentent les déserts, brousses, savanes, vergers et palmiers, principalement près de points d'eau. Ils se nourrissent surtout de dattes, de mûres et des baies de l'arbre de Salvadora persica. 

## Répartition
Son aire de nidification s'étend de l'Irak à l'ouest de Afghanistan avec une population isolée dans le sud du Turkménistan ; il hiverne dans la péninsule Arabique et les zones côtières du sud-est de l'Iran et du Pakistan.

## Position systématique
L'espèce était traditionnellement considérée comme liée à la famille des Bombycillidae, et donc placée là dans sa propre sous-famille. Elle est maintenant considérée comme faisant partie d'un famille à part (Sibley & Monroe). Certains auteurs la considèrent comme une famille proche des bulbuls.
Dans la classification de Sibley et Monroe, elle est intermédiaire entre les Pycnonotidés et les Cisticolidés.

## Galerie

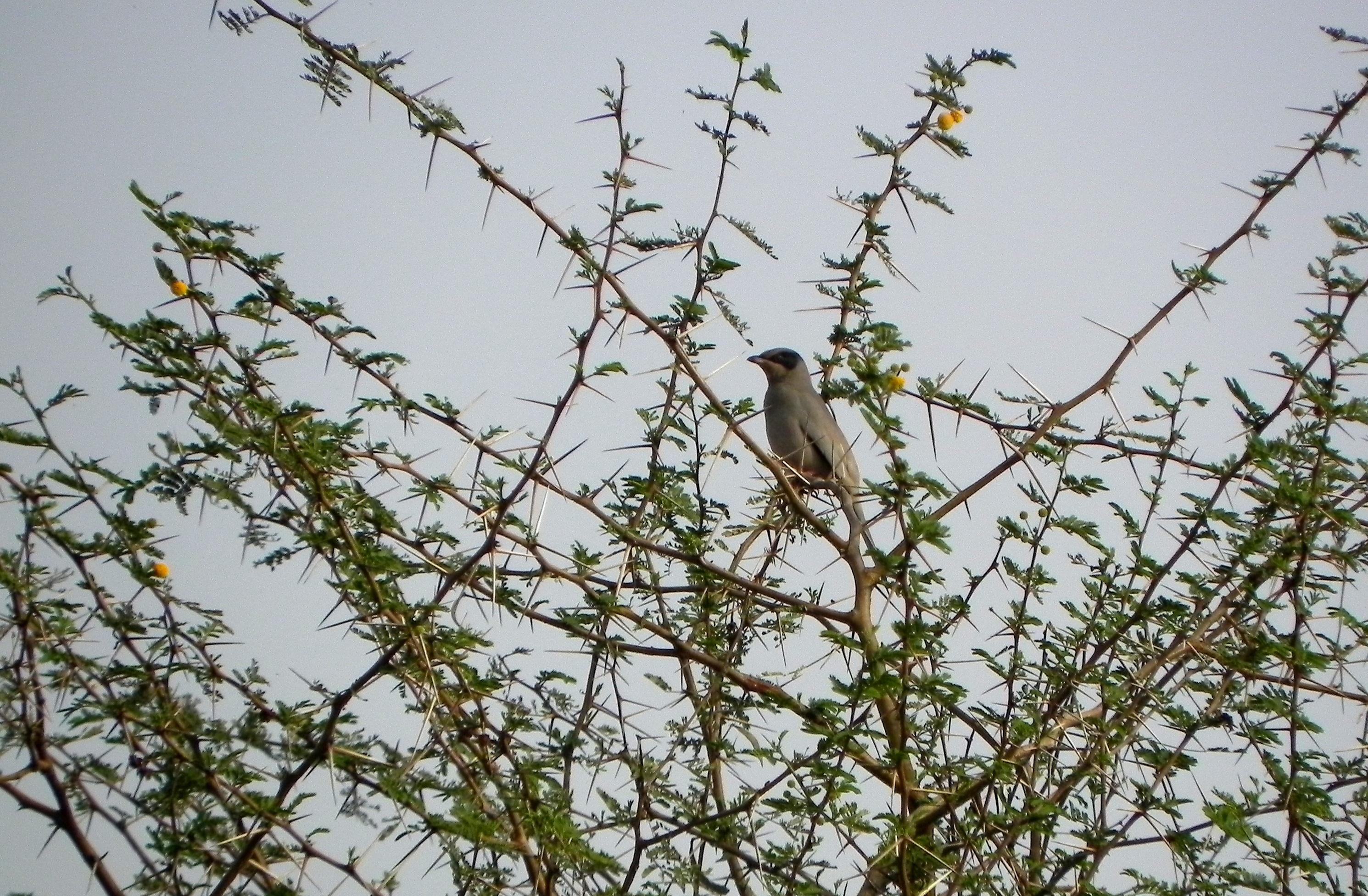
♂

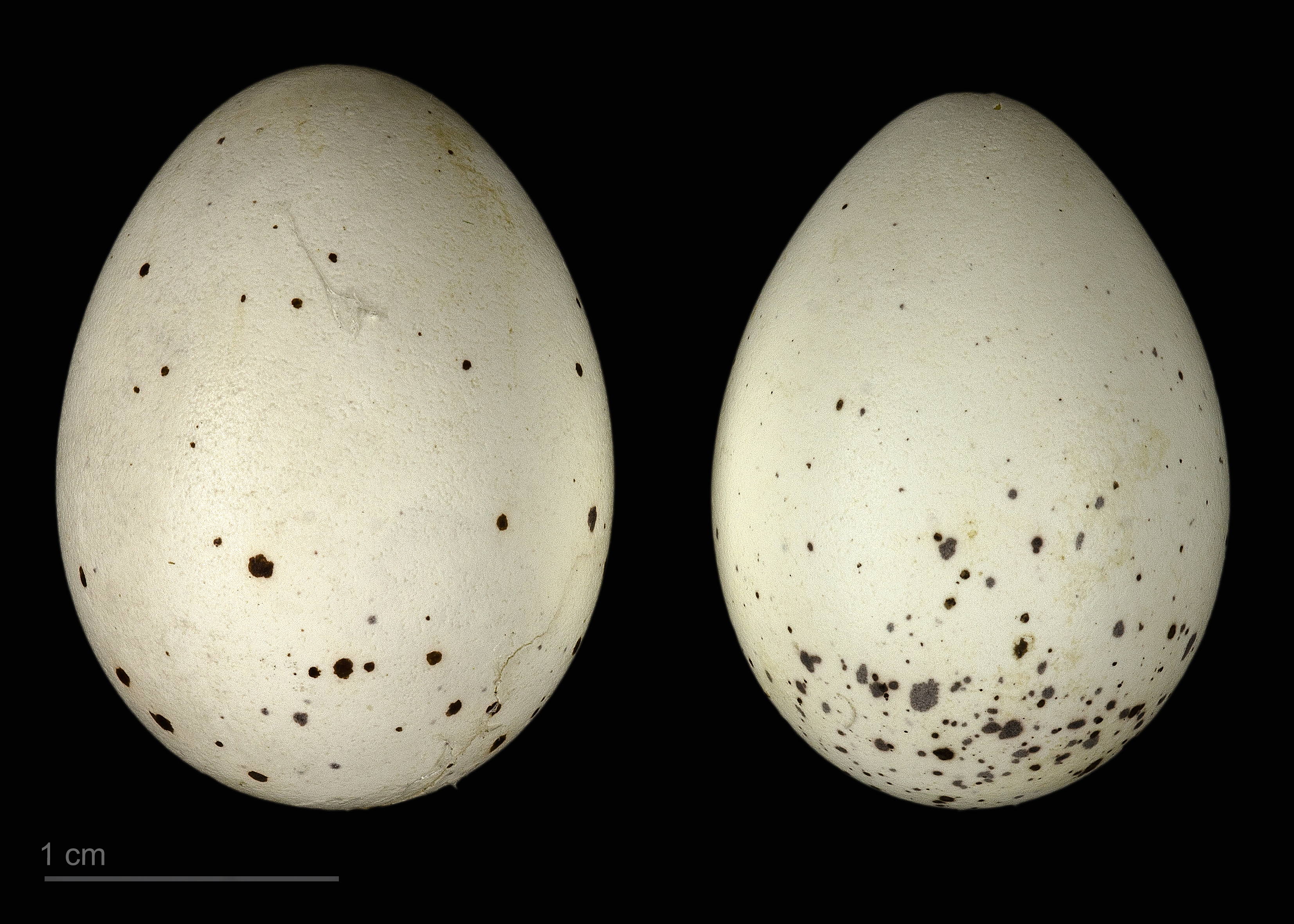
Œuf de Hypocolius ampelinus - Muséum de Toulouse

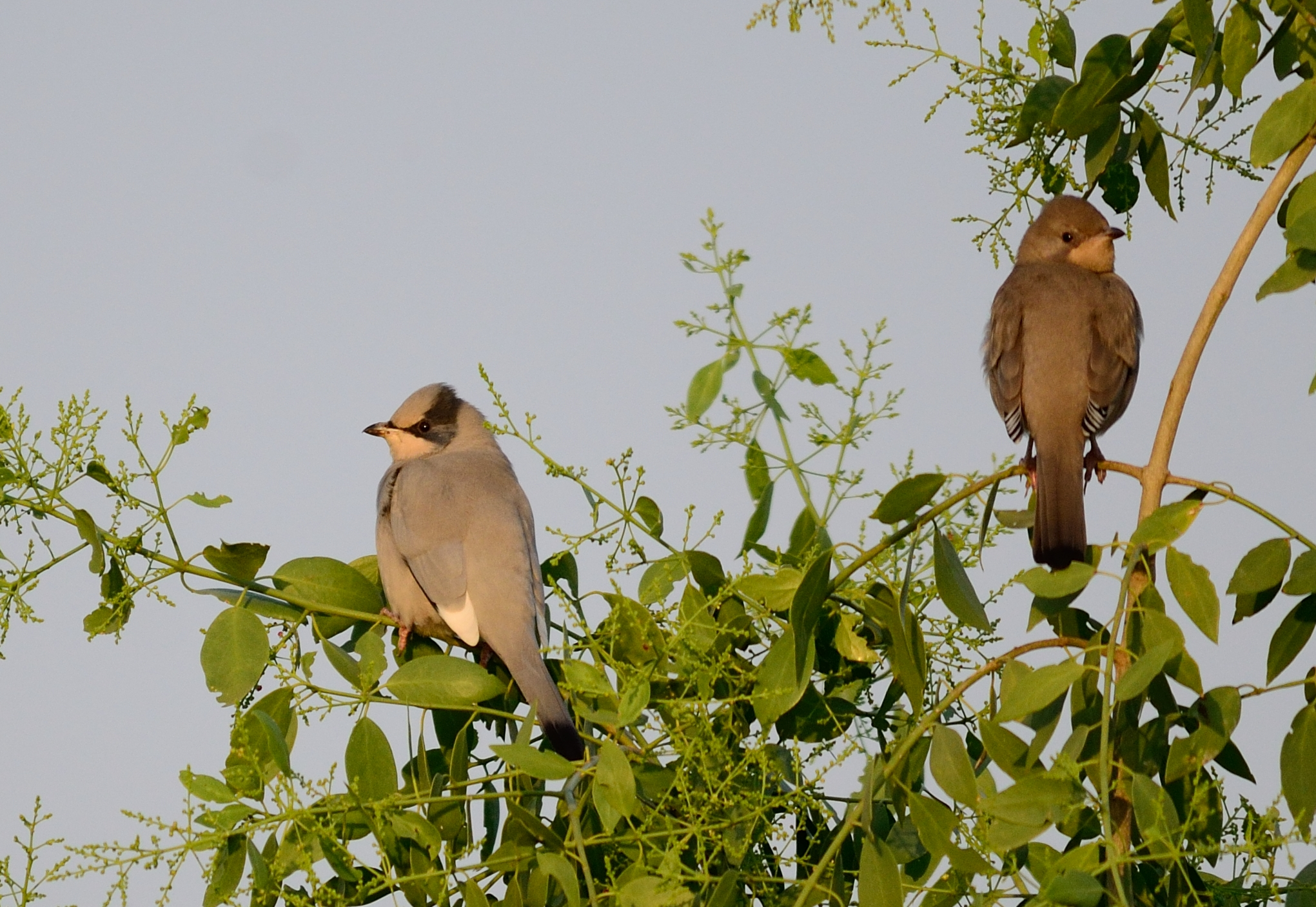
couple
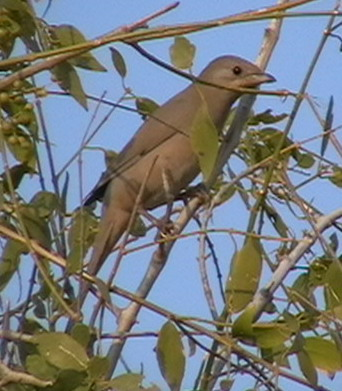
♀